# Castelsardo
Castelsardo, auf Sassarisch Castheddu Sardhu (auch Caltheddu Saldhu, lokal einfach kurz Calteddu) ist eine italienische Gemeinde mit 5625 Einwohnern (Stand 31. Dezember 2023) in der Metropolitanstadt Sassari auf Sardinien und gehört zur Vereinigung I borghi più belli d’Italia (Die schönsten Orte Italiens).
Zu dem Ort gehören die Ortsteile Lu Bagnu, Multeddu, San Giovanni (sass. Santu Juanni) und Terra Bianca. Die Nachbargemeinden sind Sedini, Sossu, Tergu und Valledoria.
Im Ort und in Lu Bagnu wird der Castelsardodialekt gesprochen.

## Geschichte
Castelsardo wurde 1102 von der genuesischen Familie Doria als „Castel Genovese“ oder „Castrum Januae“ gegründet und 1448 in Castel Aragonese umgetauft.

## Sehenswürdigkeiten
Der von der Burg Castelsardo beherrschte Ort liegt an einem kurzen, felsigen Kap und hat dank des guterhaltenen Mauerringes und der kleinen Treppengassen seinen typischen Charakter erhalten. Die stark renovierte Kathedrale Sant’Antonio Abate weist noch Teile ihres Originalbaues aus dem 16. Jahrhundert auf und hat bedeutende Holzaltäre und Bildtafeln, die teilweise dem bisher noch nicht genauer bestimmbaren Meister von Castelsardo zugeordnet werden.
Eine kurze Strecke außerhalb der Stadt findet sich der von Domus de Janas durchlöcherte, wegen seiner Form so genannte Elefantenfels. Unweit von Castelsardo, in der Nachbargemeinde Tergu, steht die romanische Kirche im pisanisch-provenzalischen Stil Nostra Signora di Tergu (12. Jahrhundert), deren Fassade aus kleinen Bögen und weißen, mit Einlegarbeiten geschmückten Säulen besteht.

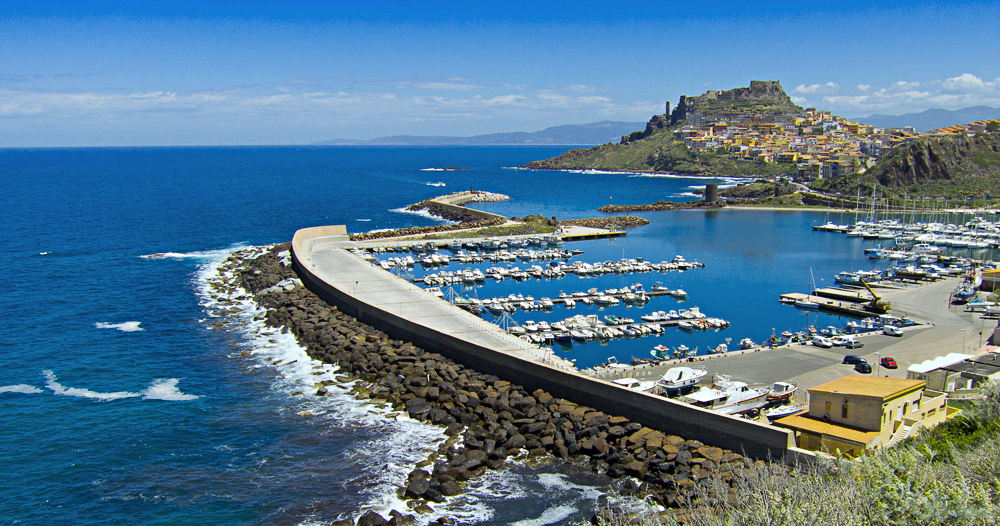
Blick von der SS200 auf Castelsardo
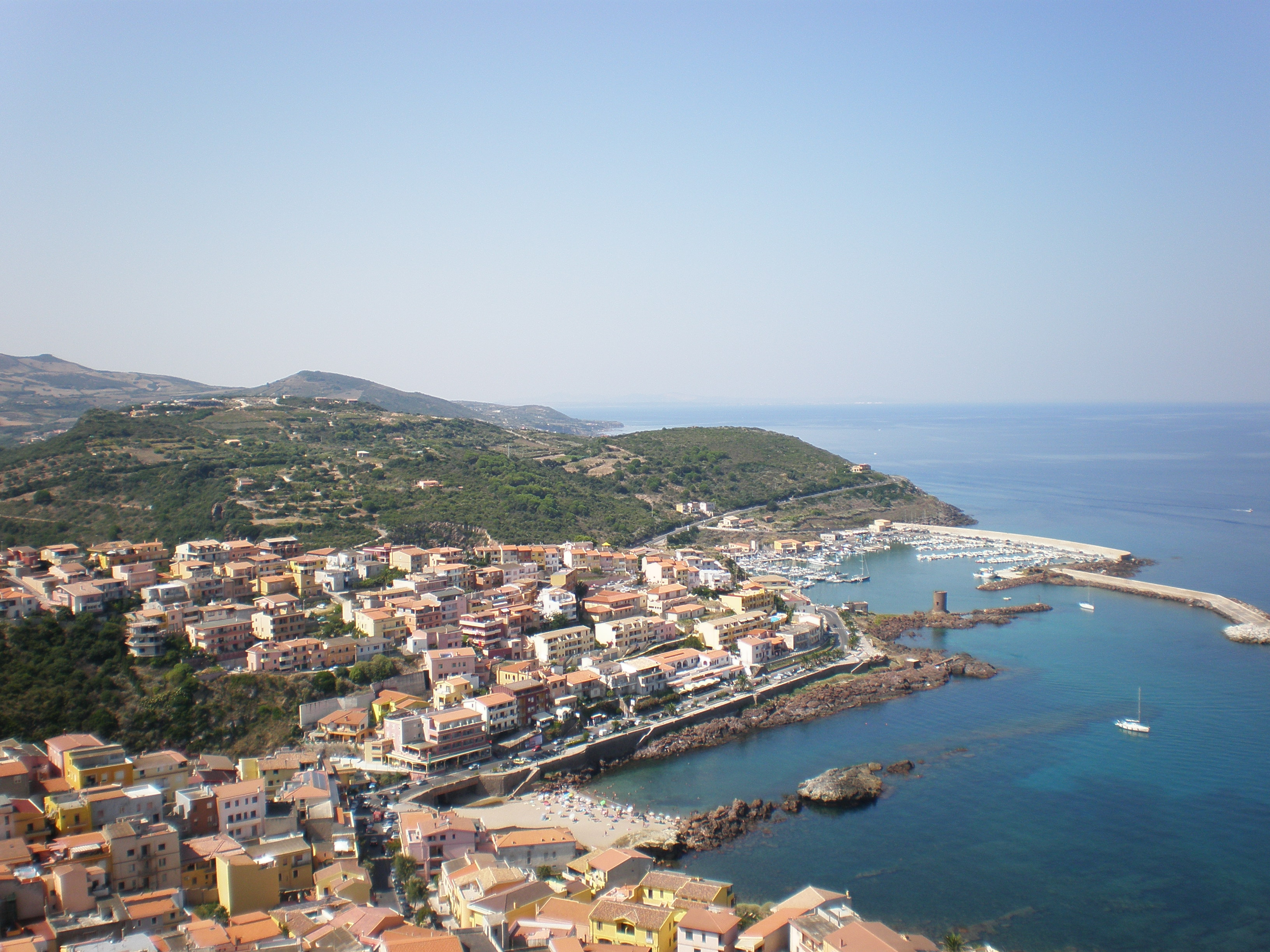
Blick vom Kastell auf den Hafen
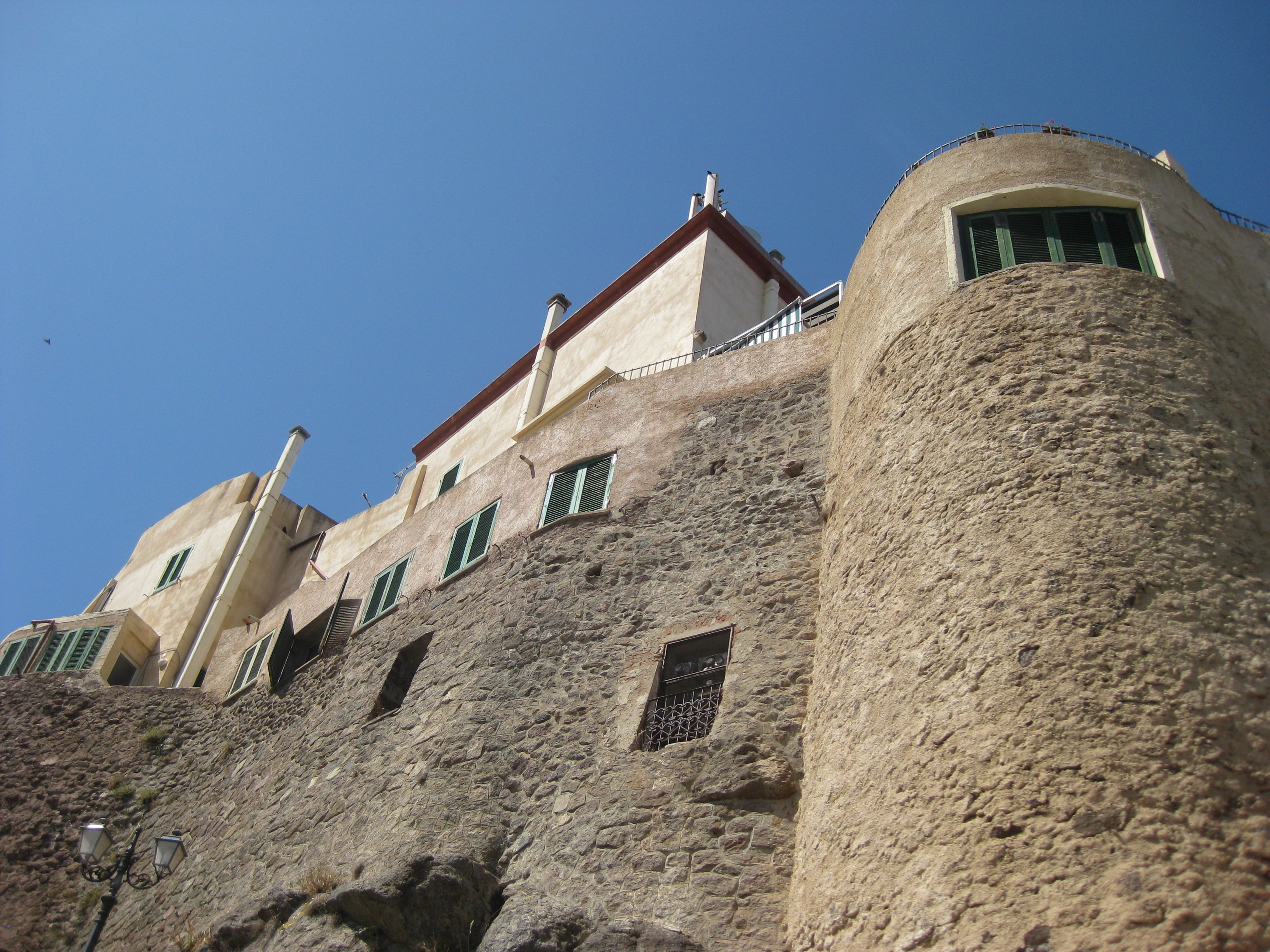
Das Kastell
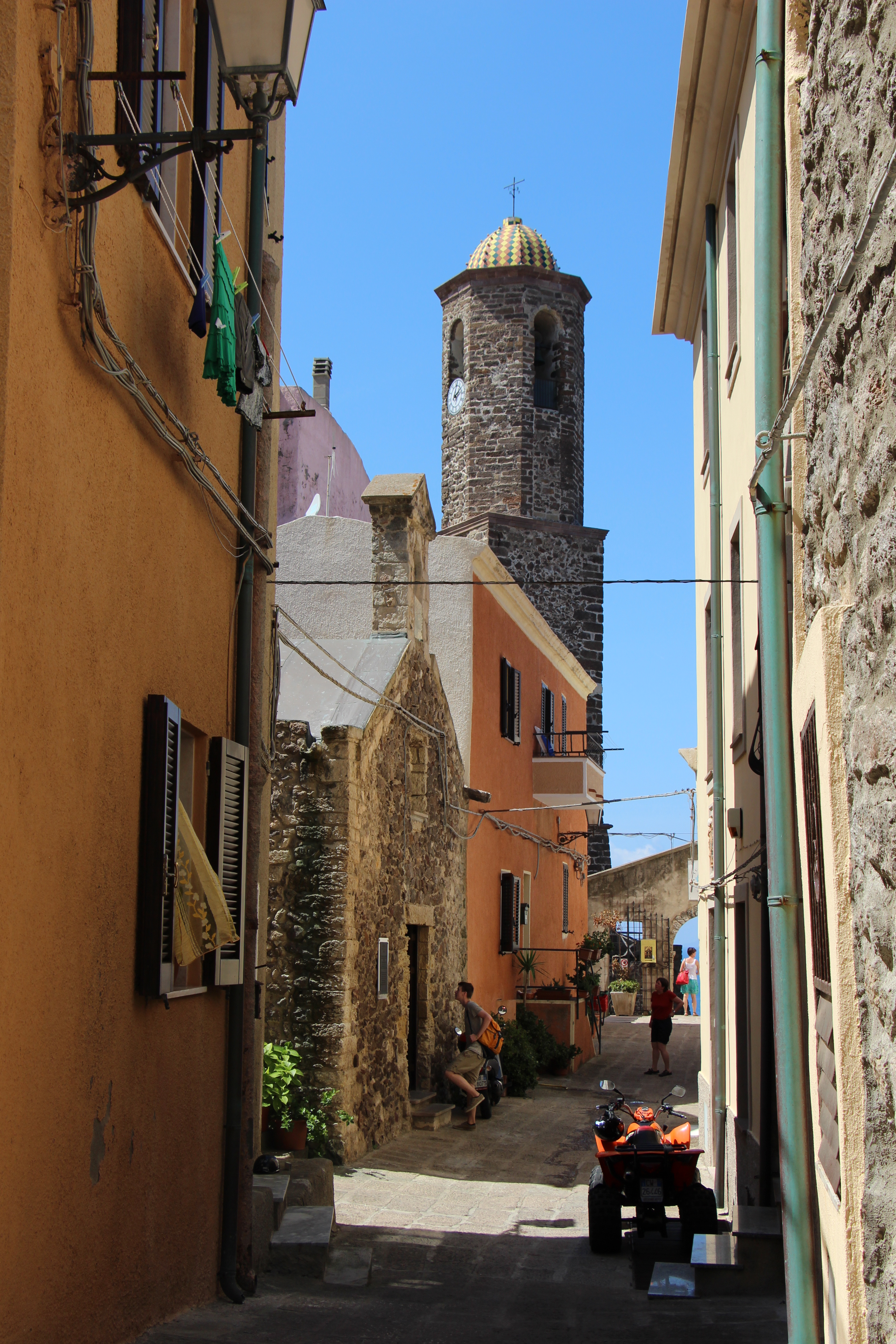
Campanile der Kathedrale
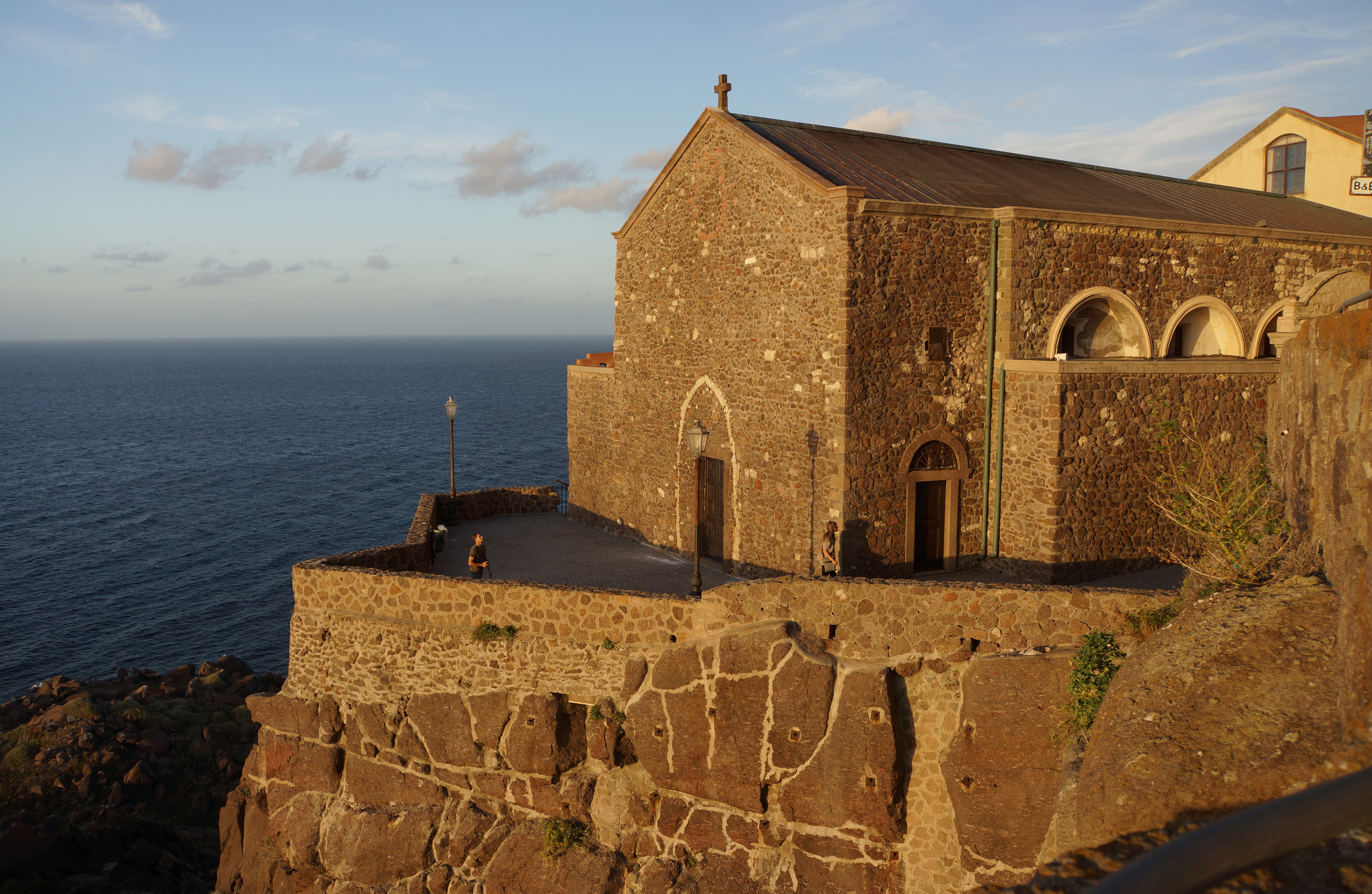
Die Kathedrale
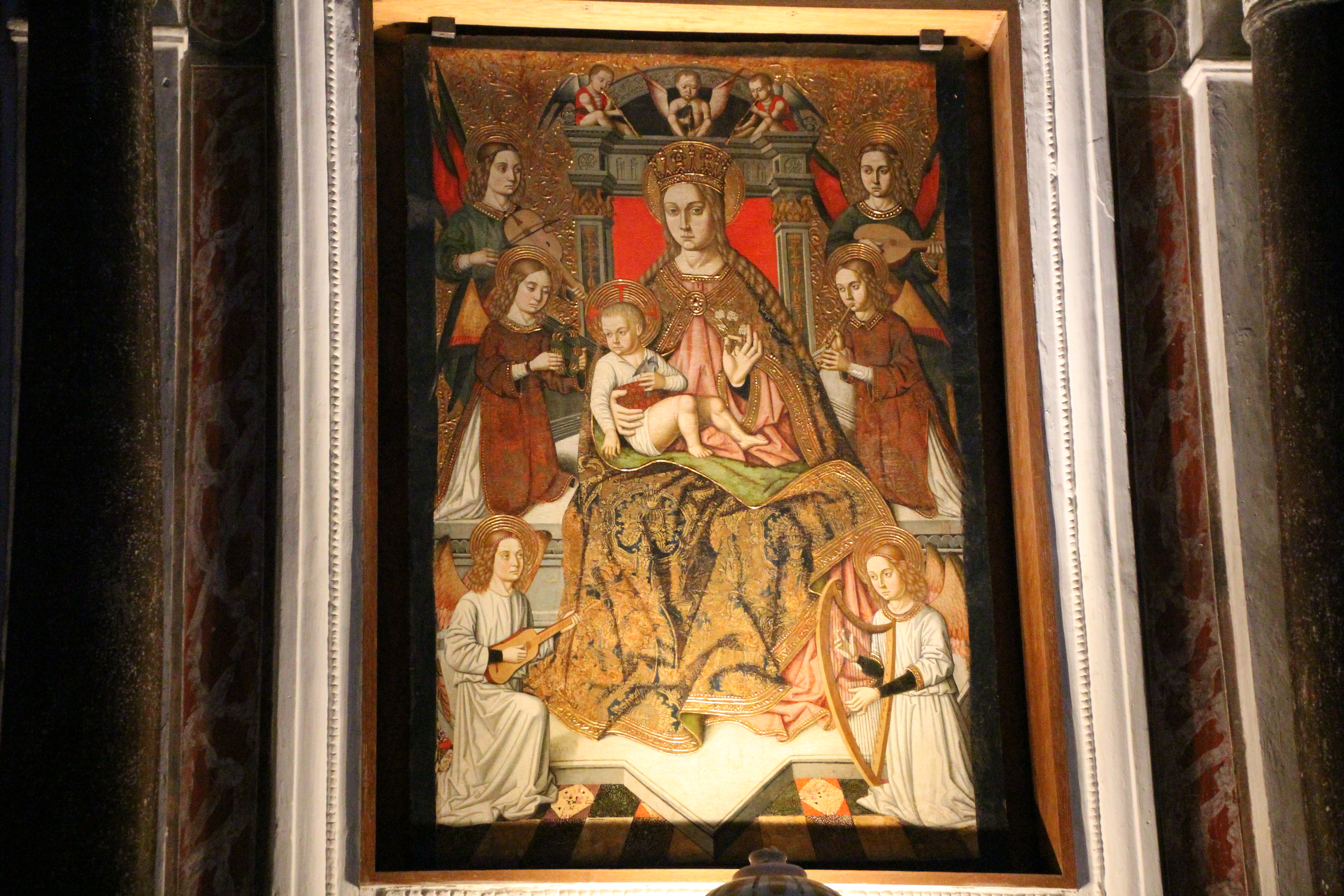
Marienbild in der Kathedrale (Meister von Castelsardo)
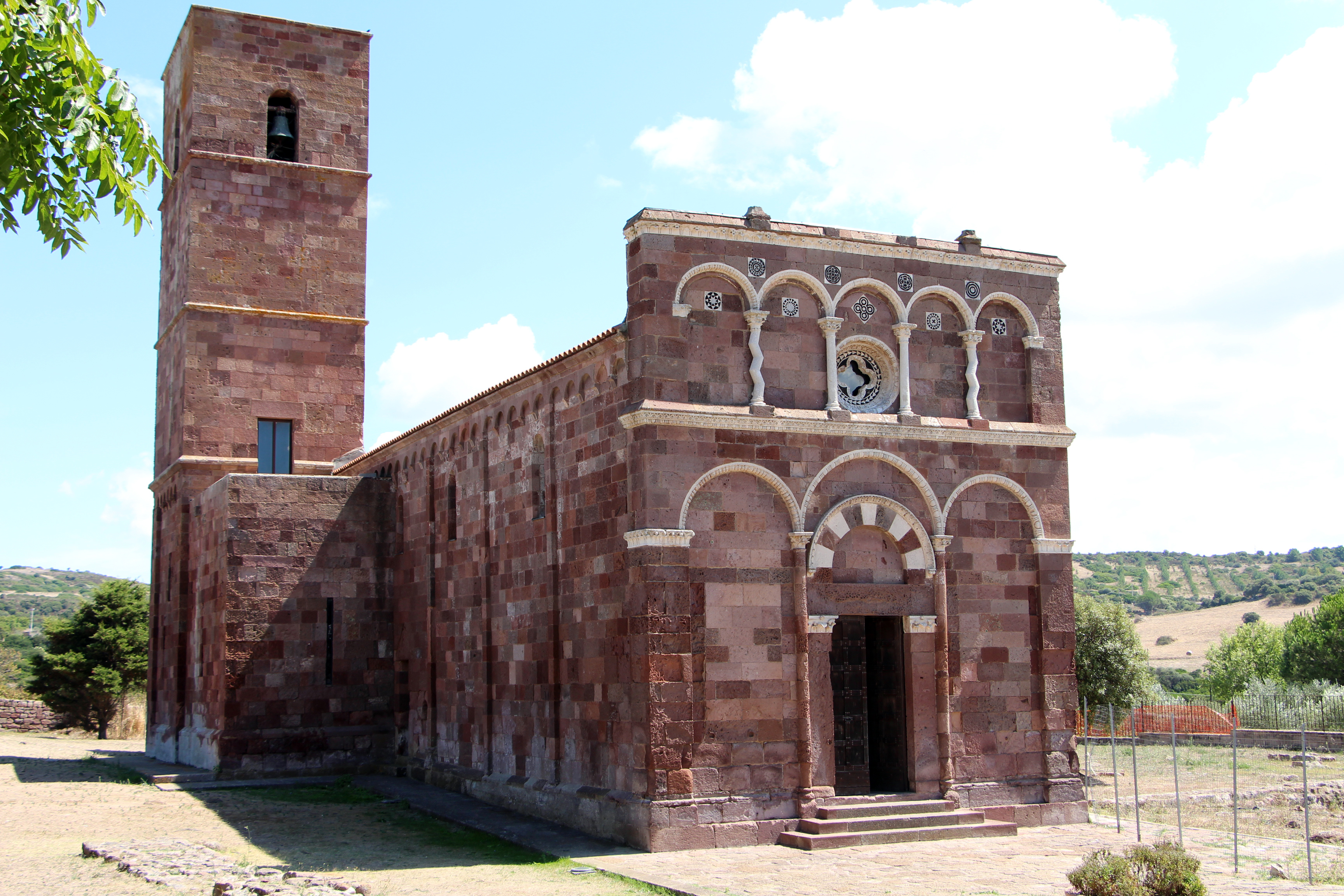
Die Kirche Nostra Signora di Tergu (sass. Nosthra Signora di Zèrigu)
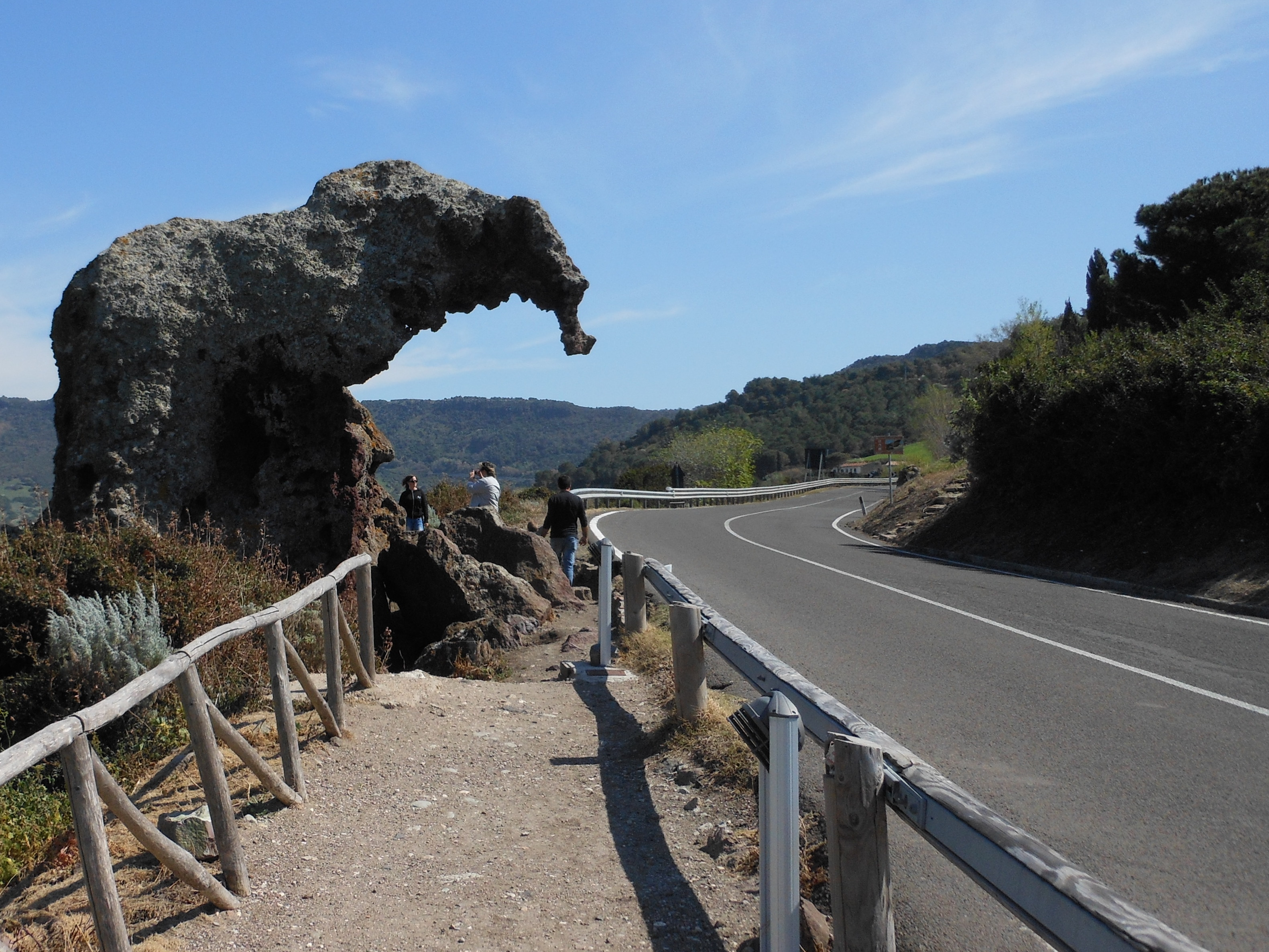
Elefantenfels
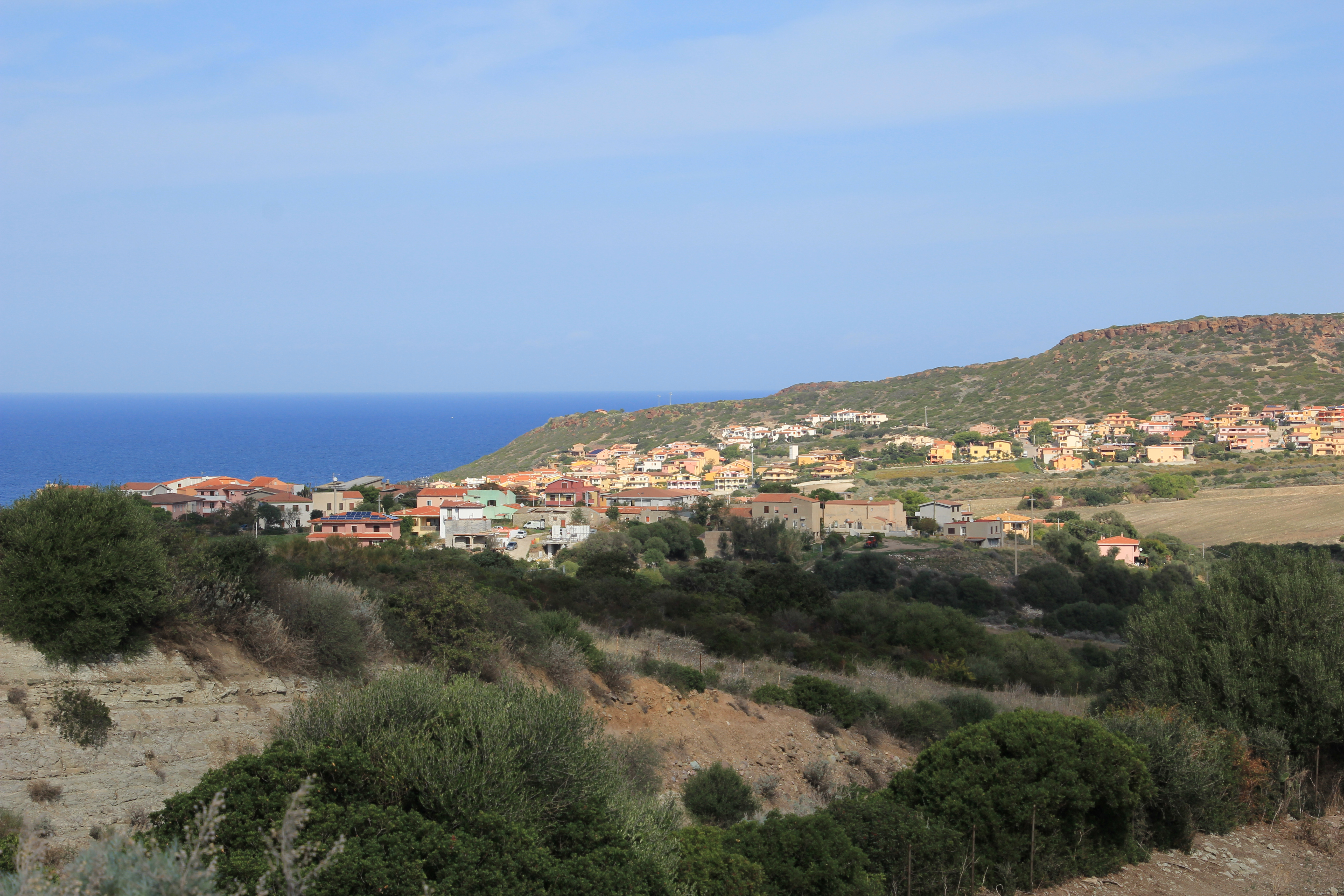
Ortsteil Lu Bagnu